# Leave It Open
Albums de Gong
Time is the key
(1979) Pierre Moerlen's Gong Live
(1980)
Leave It Open est le 5e album studio du Pierre Moerlen's Gong, sorti en 1980.

## Liste des titres
Toutes les chansons sont écrites et composées par Pierre Moerlen, sauf indication.
| No | Titre                                           | Durée |
| -- | ----------------------------------------------- | ----- |
| 1. | Leave It Open                                   | 17:25 |
| 2. | How Much Better It Has Become                   | 3:29  |
| 3. | I Woke Up This Morning Felt Like Playing Guitar | 3:36  |
| 4. | It's a Bout Time (Hansford Rowe)                | 6:11  |
| 5. | Stok Stok Stok Sto-Gak                          | 4:13  |
| 6. | Adrien                                          | 3:46  |

## Musiciens
Pierre Moerlen's Gong :
- Pierre Moerlen – batterie, vibraphone, gong, claviers, basse synthé, guitare rythmique
- Bon Lozaga – guitare
- Hansford Rowe – basse, guitare rythmique
- Francois Causse – percussions, batterie

Musiciens invités :
- Delmelza – congas (1)
- Brian Holloway – guitare rythmique (2)
- Charlie Mariano – saxophone (1-4)